# Beatrycze z Ornacieu
Beatrycze z Ornacieu (fr. Beátrice d’Ornacieux) (ur. ok. 1260 na zamku Ornacieu, zm. 25 listopada 1303 lub 1309 w Eymeu) – francuska zakonnica, kartuzka, błogosławiona Kościoła katolickiego.
Mając trzynaście lat, została kartuzką w klasztorze w Parmenie. W 1301 roku przeniosła się do Eymeu koło Walencji z misją założenia klasztoru.
W 1869 została beatyfikowana przez papieża Piusa IX.
Jej wspomnienie obchodzono początkowo 13 lutego, obecnie obchodzi się je w dies natalis (25 listopada).